# Riccardia reyesiana
Riccardia reyesiana là một loài rêu trong họ Aneuraceae. Loài này được Meenks mô tả khoa học đầu tiên năm 1986.